# دولاسيترون
دولاسيترون (بالإنجليزية: Dolasetron)‏ هو دواء يُستعمل في علاج:
- تقيؤ[4]

## دوره
يلعب هذا الدواء دورًا في علاج الأمراض كونه:
- مناهض السيروتونين
- مضاد قيء